# Kafarāt
Kafarāt (persiska: كَفرات, كفرات) är en ort i Iran.   Den ligger i provinsen Mazandaran, i den norra delen av landet, 210 km öster om huvudstaden Teheran. Kafarāt ligger 1 229 meter över havet och antalet invånare är 318.
Terrängen runt Kafarāt är kuperad västerut, men österut är den bergig. Runt Kafarāt är det ganska tätbefolkat, med 111 invånare per kvadratkilometer. Närmaste större samhälle är Valāmdeh, 7,0 km nordost om Kafarāt. I omgivningarna runt Kafarāt växer i huvudsak blandskog.